# 奧地利的德意志民族主義
德意志民族主義（Deutschnationalismus）是奧地利的一種政治思潮，於1882年的《林茲黨綱》制定後開始崛起。主要由奧匈帝國內的德意志人向德國提出，因為奧地利帝國的部分地區在1815年至1866年間的德意志邦聯形成中發揮了作用。在哈布斯堡君主國內主要由德意志民族黨主導。